# La Vérité sur l'homme-singe
La Vérité sur l’homme-singe est un film français réalisé par Alice Guy en 1906.

## Synopsis
Un Monsieur chauve consulte un conseiller capillaire qui lui recommande une nouvelle lotion. Le Monsieur se laisse convaincre et un groom est aussitôt dépêché pour la livraison qui arrive à la loge du concierge.
Celui-ci, curieux, constate qu’il s’agit d’une bouteille dont il s’empresse de goûter le contenu mais celui-ci est tellement bon que voici le flacon vide. Qu’à cela ne tienne, l’eau de la carafe remplacera avantageusement le liquide initial et puis, ça ne peut pas faire de mal. Le Monsieur passe prendre sa lotion sans se douter de la substitution.
Effet réel du liquide bu ou remords tardif, le concierge se sent tout chose au moment de se coucher. Il se réveille pourtant tout ragaillardi le lendemain matin sans se douter d’un changement : il est entièrement recouvert de poils.
Dans un premier temps, son entourage est effrayé mais lui et sa femme reprennent vite leurs esprits. Ils consultent un impresario qui a vite fait de leur décrocher un contrat au music-hall : le succès est fulgurant et les voici reçus dans les meilleurs salons mais l’ancienne concierge doit veiller au grain car son mari, sous couvert d’animalité, a quelques privautés avec de belles dames.
Et pendant ce temps-là, le Monsieur s’est désolé en constatant l’inefficacité de la lotion qu’il verse avec abondance sur son crâne qui reste désespérément dégarni : il finira par briser le flacon.

## Analyse
Cette comédie qui a gardé toute sa force comique s’inspire du succès d’époque des animaux savants au music-hall. 

## Fiche technique
- Titre : La Vérité sur l’homme-singe
- Réalisation : Alice Guy
- Société de production : Société L. Gaumont et compagnie
- Pays d'origine :  France
- Genre :  Saynète humoristique
- Durée : 6 minutes
- Date de sortie : 1906
- Licence : Domaine public

## Autour du film
Le film est entièrement tourné en studio.